# Moosburg (Autriche)
Pour les articles homonymes, voir Moosburg.
Moosburg (en slovène : Možberk) est une commune (Marktgemeinde) autrichienne du district de Klagenfurt-Land, en Carinthie.

## Géographie
La commune est située au milieu du Moosburger Becken (« bassin de Moosburg »), un portion dans le nord-ouest du vaste bassin de Klagenfurt. Dans les environs se trouvent des forêts et des marécages. Au sud, ses terres bordent les communes de Krumpendorf et Pörtschach sur la rive du lac Wörthersee.
Les paroisses médiévales de Moosbourg et de Tigring comportent presque toute la surface du bassin Moosbourgien, respectivement les franchiront jusqu'au fleuve Glan dans le nord et l'ouest.

## Histoire

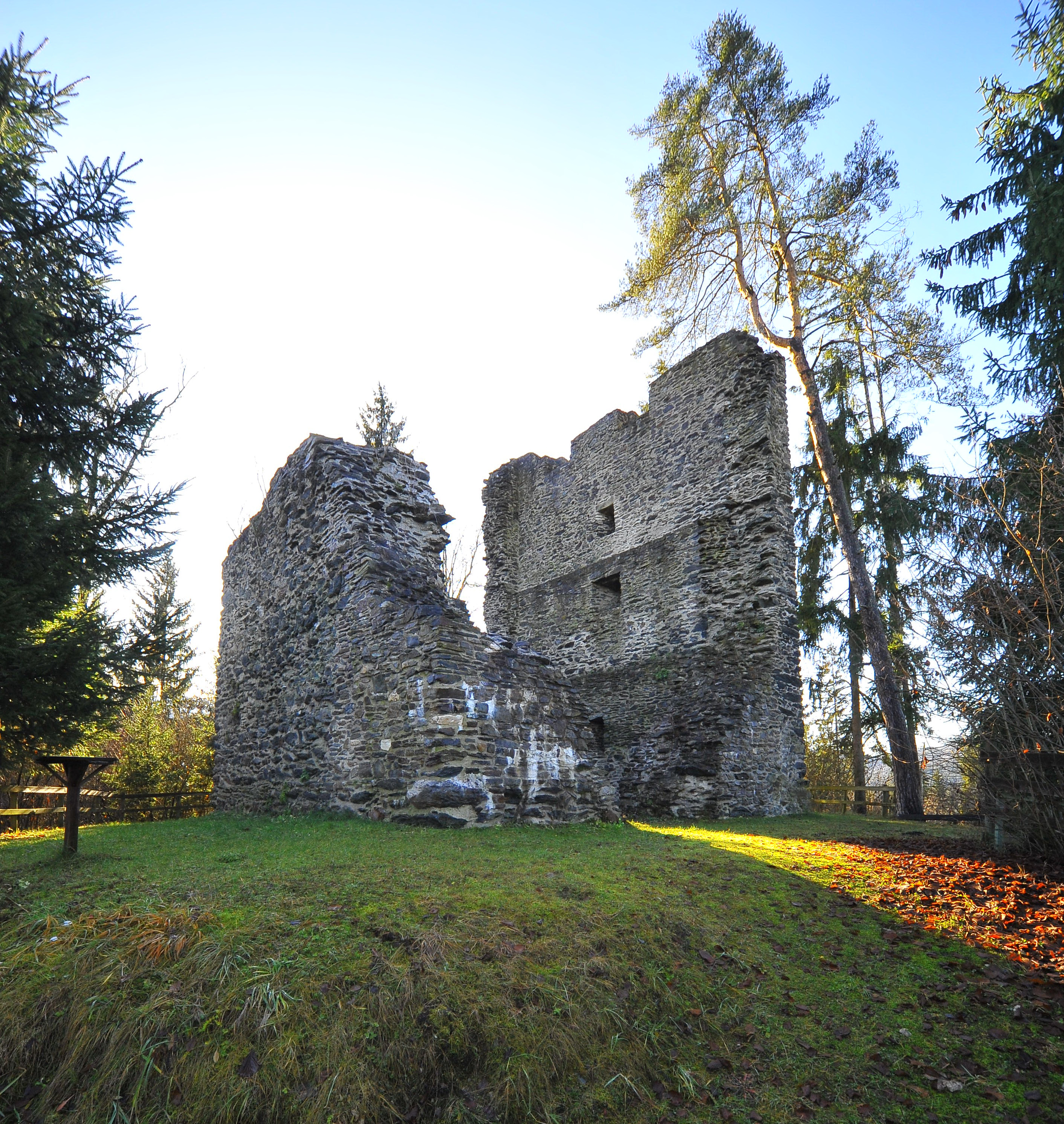
Les ruines du château d'Arnulf.

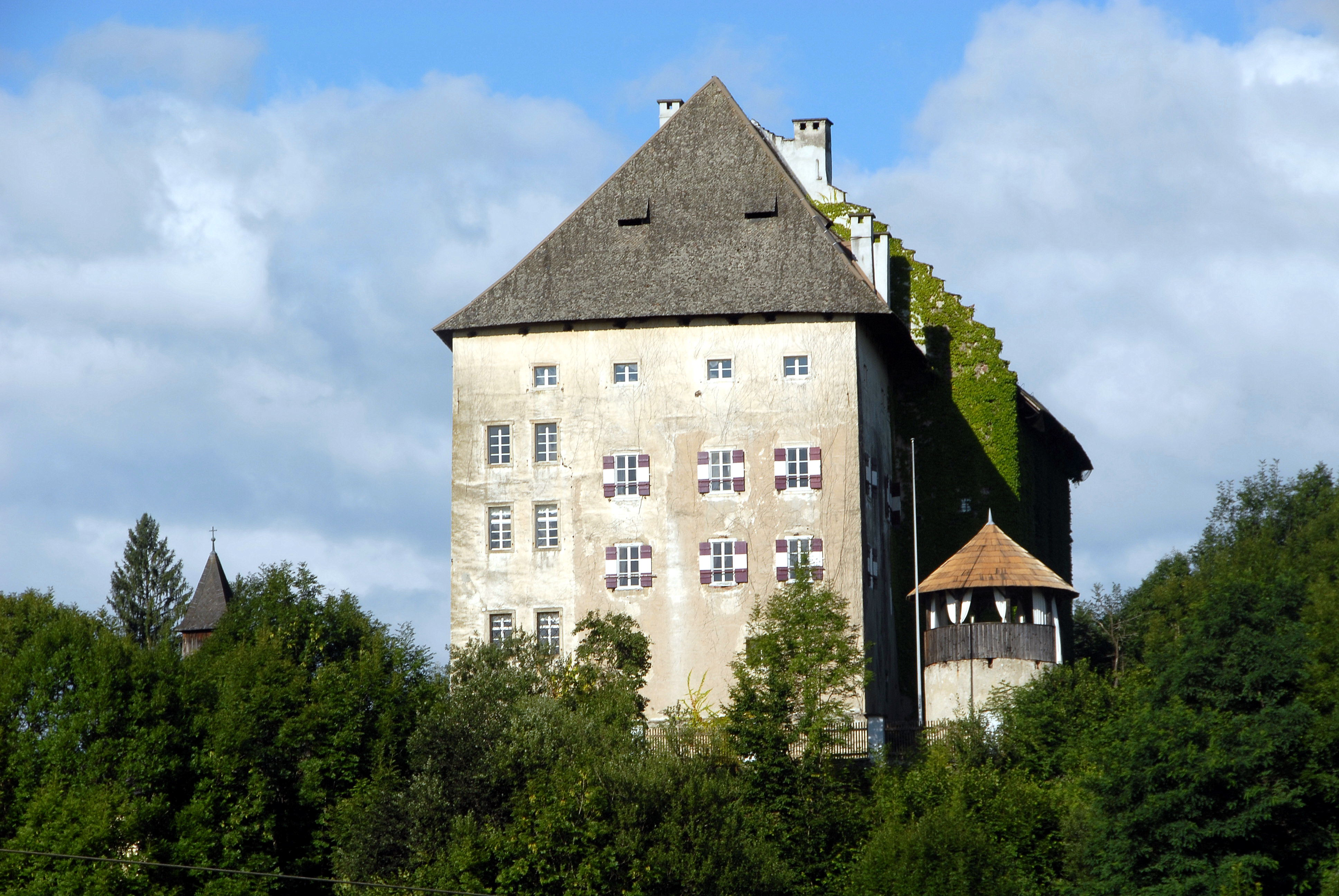
Le château de Moosburg.

Lors de fouilles dans la commune, on a trouvé des restes d'une voie romaine traversant la vallée de la Glan et plusieurs types d'artefacts près du village de Tigring, qui était probablement le lieu d'une villa rustica.
Le lieu est mentionné en tant que château fort : l'Arnulfsfeste, en 879. Le mot Moos (« Marais ») est d'origine bavaroise ; le nom Mosaburch est vieux haut-allemand. Dans les années 850 déjà, le prince carolingien Arnulf de Carinthie, futur roi de la Francie orientale et empereur d'Occident, grandit ici, au temps où l'ancienne principauté slave de Carantanie était un marquisat de la Bavière. Lui-même a reçu le titre d'un margrave par son père, le roi Carloman, en 876.
Moosbourg partagea l'histoire du duché de Carinthie à partir de 976. Le lieu reste tout d'abord la propriété de la maison de Goritz, puis de la maison de Habsbourg. Au début du XVIe siècle, la famille noble d'Ernau fit construire le château de Moosbourg dans le style gothique tardif. Pendant la guerre de Trente Ans et la Contre-Réforme dans la monarchie de Habsbourg, cette dynastie protestante s'est vu contrainte de quitter le pays.
Moosbourg a une importance particulière dans les controverses historiques concernant la Hongrie, qui tente de démontrer que les Magyars se sont installés dans le bassin du moyen Danube avant les slaves et les valaques : elle affirme que la principauté slave de Blatnograd ne se trouvait pas en Pannonie (continuité d'un « royaume de Pannonie hunnique » préfigurant la Hongrie cinq siècles auparavant), mais en Autriche. Selon cette thèse hongroise, l'identification de la capitale slave Blatnograd à Zalavár est erronée et le Mosaburg décrit dans la source primaire Conversio Bagoariorum et Carantanorum est Moosbourg.

## Jumelage
La commune de Moosbourg est jumelée avec :
- Maintal (Allemagne) depuis le 22 octobre 1976[3]
- Moosburg an der Isar (Allemagne) depuis 1991
- Kateríni (Grèce) depuis 1996